# (4610) Kájov
(4610) Kájov es un asteroide perteneciente al cinturón de asteroides, descubierto el 26 de marzo de 1989 por Antonín Mrkos desde el Observatorio Kleť, České Budějovice, República Checa.

## Designación y nombre
Designado provisionalmente como 1989 FO. Fue nombrado Kájov en homenaje al municipio de Kájov ubicado en el sur de Bohemia al sur de la montaña Kleť lugar de peregrinación a la iglesia gótica de la Asunción, fundada en el siglo XIV.

## Características orbitales
Kájov está situado a una distancia media del Sol de 2,401 ua, pudiendo alejarse hasta 2,489 ua y acercarse hasta 2,314 ua. Su excentricidad es 0,036 y la inclinación orbital 3,589 grados. Emplea 1359 días en completar una órbita alrededor del Sol.

## Características físicas
La magnitud absoluta de Kájov es 13. Está asignado al tipo espectral Sl según la clasificación SMASSII.